# Archettes
Archettes är en kommun i departementet Vosges i regionen Grand Est (tidigare regionen Lorraine) i nordöstra Frankrike. Kommunen ligger i kantonen Épinal-Est som tillhör arrondissementet Épinal. År 2022 hade Archettes 1 110 invånare.

## Befolkningsutveckling
Antalet invånare i kommunen Archettes
| Referens: INSEE |